# Paul Rozin
Pour les articles homonymes, voir Rozin.
Paul Rozin, né le 3 août 1936 à New York, est un psychologue américain. 

## Biographie
Il obtint son diplôme à l'université de Chicago en 1956 et son doctorat en biologie et psychologie à l'université Harvard en 1961. En 1963, il rejoint le département de psychologie  de l'université de Pennsylvanie où il est nommé professeur en 1997. Il travailla aussi comme directeur-adjoint au Centre Solomon Asch de l'école pour l'étude des conflits ethnopolitiques.
Il est professeur honoraire en psychologie à l'université de Pennsylvania. Ses travaux se concentraient sur les déterminants psychologique, culturel et biologique des choix alimentaires humains.